# Mantovana (gastronomia)
Il baule mantovano, noto per antonomasia come mantovana, è un pane tipico della provincia di Mantova, realizzato con farina di grano tenero, ma a pasta dura, ovvero mantenuta e lavorata con un grado molto basso di umidità. La cottura deve essere breve e terminare prima della doratura.
La pezzatura è tradizionalmente grande da circa 250 g, oppure molto piccola da circa 30 g, mantenendo un'identica forma parallelepipeda a panetto, detta "a baule", con la parte superiore incisa da uno o due tagli trasversali, in modo da formare una sorta di cresta.

## Mantovana di Padova

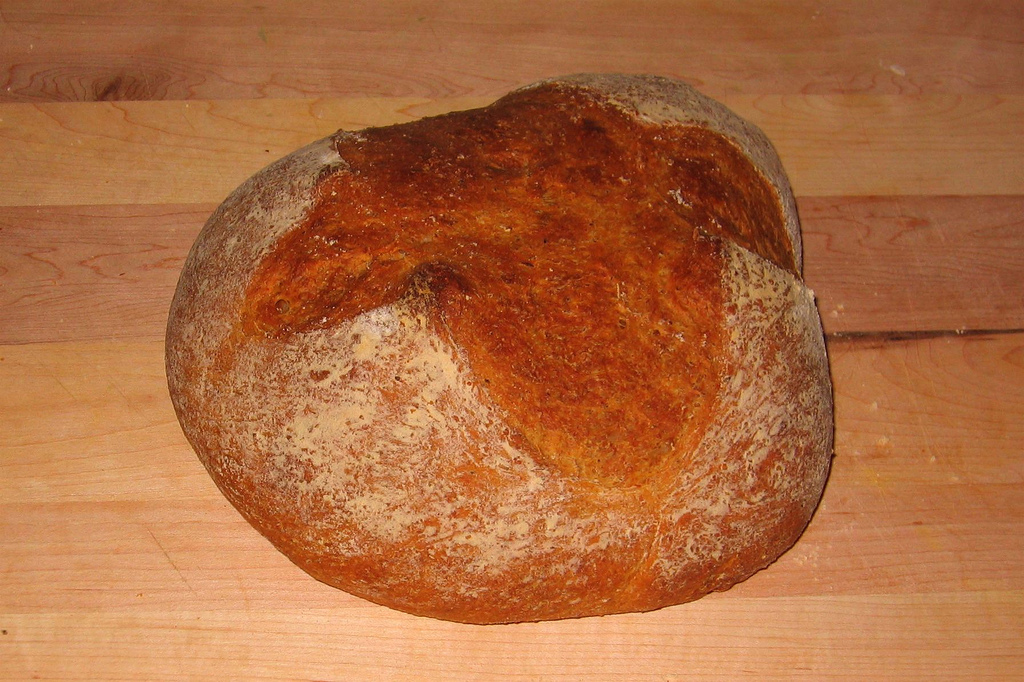
Tipica mantovana di Padova

Nella provincia di Padova, è molto diffuso un omonimo tipo di pane, in pezzature da 150 o da 500 g, formato con similare pasta dura, ma caratterizzato da maggiore cottura e da forma tondeggiante a pagnotta, con tagli superiori a croce.